# The Adventure of the Copper Beeches
The Adventure of the Copper Beeches(As Faias Acobreadas ou As Faias Cor de Cobre) é um conto policial de Sir Arthur Conan Doyle protagonizado por Sherlock Holmes e Dr. Watson, publicado pela primeira vez, na Strand Magazine em junho de 1882 com 9 ilustrações de Sidney Paget

## Enredo
A Srta. Violet Hunter foi contratada para um emprego aparentemente bom na casa do Sr. Rucastle, mas que se tornou muito suspeito. Por um salário de £120, Violet teria apenas de cortar seus longos cabelos e servir de babá a uma criança, porém aos poucos o serviço ficou estranho. Violet parecia estar encenando um papel. Foi para pedir um conselho que Violet procurou Holmes, ela só não imaginava que...

### Ilustrações

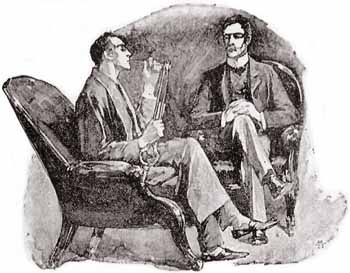
Sherlock Holmes e Dr. Watson
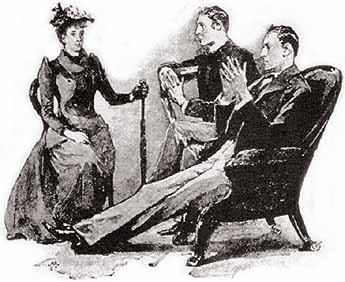
Violet Hunter procura Sherlock Holmes
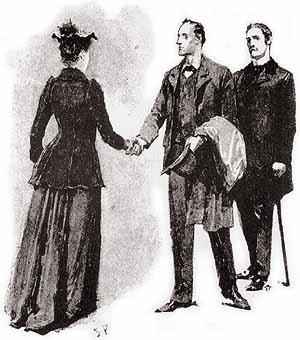
Sherlock Holmes se despede de Violet
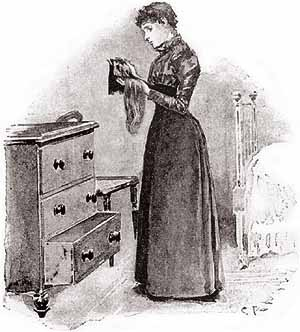
Violet encontra fragmento de cabelo em sua gaveta
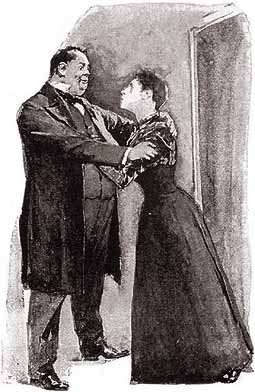
Violet é surpreendida por seu patrão
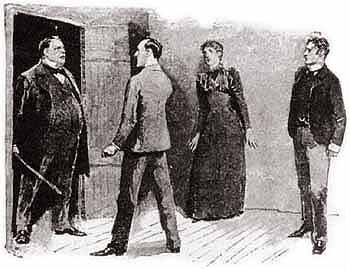
Sherlock Holmes faz investigações na casa de Rucastle
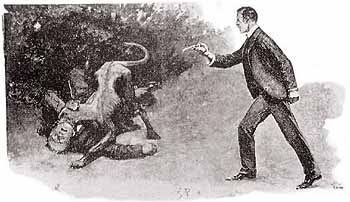
Sherlock Holmes encontra Rucastle sendo atacado por cão

### Frases marcantes
"— Para o homem que segue a arte por amor à própria arte, é freqüentemente das suas manifestações menos importantes e mais simples que deriva o maior prazer — observou Sherlock Holmes, pondo de lado a página de anúncios do Daily Telegraph. — É agradável para mim observar, Watson, que você compreendeu, tanto quanto possível, essa verdade naquelas pequenas narrativas dos nossos casos, que tão bondosamente vem colecionando e ampliando com um pouco de fantasia. Você tem salientado não somente as causes célebres e julgamentos sensacionais em que tomei parte, como também aqueles incidentes em si mesmo triviais, mas que têm permitido o exercício das faculdades de dedução e de síntese lógica de que tenho feito o meu especial trabalho."(...) [Sherlock Holmes para Dr. Watson]
"— Não, não é egoísmo, nem presunção — disse ele, respondendo mais aos meus pensamentos do que às minhas palavras, como era seu costume. — Se exijo inteira justiça à minha arte, é por tratar-se, precisamente, de coisa impessoal... uma coisa à parte de mim. O crime é comum. A lógica é rara, e portanto você deve salientar mais a lógica do que o crime. Você põe ao nível de uma simples sucessão de historietas o que deveria ter sido uma série de conferências."(...) [Sherlock Holmes para Dr. Watson]
"— Confesso que não gostaria que uma irmã minha aceitasse um emprego desses."(...) [Sherlock Holmes para Violet Hunter]
"Dados! Dados! Preciso de dados! Não posso fazer tijolos sem barro!"(...) [Sherlock Holmes para Violet Hunter]

## Ligações Externas
- Conto em Português, completo e ilustrado